# Placido Zurla

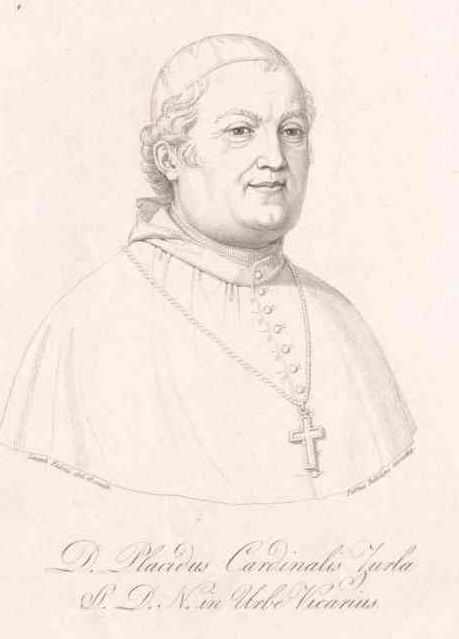
Giacinto Placido Kardinal Zurla

Placido Zurla OSBCam (* 2. April 1769 in Legnago als Giacinto Francesco Zurla; † 29. Oktober 1834 in Palermo) war ein italienischer Ordensgeistlicher, Kardinal und Kardinalvikar.

## Leben
Giacinto Francesco Zurla, aus einer wohlhabenden Familie stammend, trat 1787 dem Kamaldulenserorden bei und erhielt den Ordensnamen Placido Maria. Er ging in das Kloster San Michele di Murano in Venedig, wo er den jungen Mönch Mauro Cappellari, später Papst Gregor XVI., kennenlernte. Später empfing er die Priesterweihe und wurde Lektor der Philosophie und der Theologie. 1802 veröffentlichte er eine Kurzfassung der Summa theologica des heiligen Thomas von Aquin. Weiterhin publizierte er Schriften zur mittelalterlichen Geografie, angeregt durch die Weltkarte von Fra Mauro, die in seinem Kloster San Michele di Murano entstanden war. 1809 wurde Zurla Abt von San Michele.
1810 wurde das Kloster von den Franzosen in ein Kolleg umgewandelt, und Zurla übte die Tätigkeit eines Rektors aus. 1814 wurde er Theologieprofessor des Patriarchalen Priesterseminars von Venedig, was er bis zum Herbst des Jahres 1821 blieb. In Rom wurde er Konsultor der Kongregation De Propaganda Fide, 1822 wurde ihm dasselbe Amt in der Indexkongregation übertragen. Von 1823 bis 1833 war Zurla Generalabt der Kamaldulenser.
Im Konsistorium vom 10. März 1823 nahm ihn Papst Pius VII. als Kardinalpriester von Santa Croce in Gerusalemme ins Kardinalskollegium auf. Pius VII. nahm die Kreierung Kardinal Zurlas in pectore vor, erst am 16. Mai desselben Jahres gab er sie öffentlich bekannt. Nach dem Tod des Papstes nahm Zurla am Konklave 1823 teil. Papst Leo XII. ernannte ihn im Januar 1824 zum Kardinalvikar und zum Titularerzbischof von Edessa in Osrhoëne. Die Bischofsweihe empfing er am 18. Januar 1824 durch Kardinaldekan Giulio Maria della Somaglia. Mitkonsekratoren waren die späteren Kardinäle Giuseppe Della Porta Rodiani und Lorenzo Girolamo Mattei, der damals Lateinischer Patriarch von Antiochien war. Kardinal Zurla wurde 1824 auch Protektor des englischen Kollegs in Rom und des Kollegs der Maroniten. Er nahm am Konklave 1829 teil und wurde von Papst Pius VIII. 1830 zum Kardinalprotektor der Karmeliten und der Dominikaner ernannt. Im selben Jahr nahm Kardinal Zurla am Konklave teil, aus dem 1831 sein enger Freund Mauro Cappellari als neuer Pontifex Gregor XVI. hervorging.
Kardinal Zurla reiste 1834 nach Sizilien, wo er während der Reise verstarb. Er wurde zunächst in der Kathedrale von Palermo beigesetzt, ehe er nach Rom überführt wurde. Sein Grab befindet sich heute in der Kirche San Gregorio in Monte Celio. Zu seinem 240. Geburtstag gab seine Heimatstadt Legnago 2009 einen Sonderstempel heraus.

## Werke
- Il mappamondo di Fra Mauro Camaldolese, descritto ed illustrato da D. Placido Zurla, Venedig 1806 (Digitalisat)